# サインシャンド
サインシャンド（モンゴル語: Сайншанд, ᠰᠠᠢᠢᠨᠱᠠᠩᠳᠠ）はモンゴル国南部の都市。ドルノゴビ県の県都である。ゴビ砂漠の東部にあたり、モンゴル縦貫鉄道が通る。人口は1万9548人（2006年推計）、2万5210人（2000年国勢調査）。
市内にはハマリーン・ヒードという僧院や、19世紀のチベット仏教ニンマ派の指導者ダンザンラブジャーを記念した博物館がある。

## 行政区分
サインシャンド郡（ソム）は5つの区（バグ）からなる。一区から三区は市の南部、四区は北部にあたり、五区は市街から46km南に位置する。北部の人口は4822人（2008年末）、4944人（2006年末）で、モンゴル縦貫鉄道の駅がある。西には旧ソ連時代の軍事施設の廃墟が広がる。南部は1万3463人（2008年末）、1万2687人（2006年末）で、役所が置かれている。南北は丘陵でへだてられている。
郡南部の第五区は、石油採掘のために建設された開拓地である。人口は1606人（2008年末）、1917人（2006年末）。

## 気候
ケッペンの気候区分で、この地は砂漠気候 (BWk) に分類される。乾燥した極寒の長い冬と暑く短い夏が特徴。
| サインシャンドの気候   | サインシャンドの気候 | サインシャンドの気候 | サインシャンドの気候 | サインシャンドの気候 | サインシャンドの気候 | サインシャンドの気候 | サインシャンドの気候 | サインシャンドの気候 | サインシャンドの気候 | サインシャンドの気候 | サインシャンドの気候 | サインシャンドの気候 | サインシャンドの気候 |
| 月                     | 1月                  | 2月                  | 3月                  | 4月                  | 5月                  | 6月                  | 7月                  | 8月                  | 9月                  | 10月                 | 11月                 | 12月                 | 年                   |
| ---------------------- | -------------------- | -------------------- | -------------------- | -------------------- | -------------------- | -------------------- | -------------------- | -------------------- | -------------------- | -------------------- | -------------------- | -------------------- | -------------------- |
| 平均最高気温 °C （°F） | −11.8 (10.8)         | −6.7 (19.9)          | 3.0 (37.4)           | 14.1 (57.4)          | 22.5 (72.5)          | 27.5 (81.5)          | 29.4 (84.9)          | 27.5 (81.5)          | 20.8 (69.4)          | 12.0 (53.6)          | −0.6 (30.9)          | −9.8 (14.4)          | 10.66 (51.18)        |
| 日平均気温 °C （°F）   | −18.1 (−0.6)         | −13.7 (7.3)          | −4.2 (24.4)          | 5.9 (42.6)           | 14.5 (58.1)          | 20.4 (68.7)          | 22.7 (72.9)          | 20.9 (69.6)          | 13.6 (56.5)          | 4.4 (39.9)           | −7.0 (19.4)          | −15.6 (3.9)          | 3.65 (38.56)         |
| 平均最低気温 °C （°F） | −22.8 (−9)           | −19.5 (−3.1)         | −10.9 (12.4)         | −1.1 (30)            | 7.2 (45)             | 13.6 (56.5)          | 16.8 (62.2)          | 15.0 (59)            | 7.5 (45.5)           | −1.4 (29.5)          | −12.3 (9.9)          | −20.4 (−4.7)         | −2.36 (27.77)        |
| 降水量 mm （inch）     | 0.5 (0.02)           | 1.1 (0.043)          | 1.5 (0.059)          | 3.1 (0.122)          | 8.1 (0.319)          | 16.1 (0.634)         | 31.0 (1.22)          | 30.9 (1.217)         | 10.9 (0.429)         | 4.6 (0.181)          | 2.1 (0.083)          | 1.4 (0.055)          | 111.3 (4.382)        |
| 出典：香港天文台       |                      |                      |                      |                      |                      |                      |                      |                      |                      |                      |                      |                      |                      |